# Iunmutef
Iunmutef (también Iun-mutef o Inmutef, Jwn mw.t=f) es un dios de los muertos en la mitología del Antiguo Egipto que simboliza al hijo cuidador de Osiris en el contexto de Horus, que resulta del culto a los muertos. Iunmutef tiene así el carácter de un hijo que cuida de su padre muerto, personificando el sentimiento filial. 
| O28 | Z1 · N35 | X1 | G15 | I9 |

| O28 | Z1 · N35 | X1 | G15 | I9 |

El Iun de su nombre, con el significado de "pilar" muestra la interpretación mítica como principio social familiar, que caracteriza a Iunmutef con la asignación de la filiación y su responsabilidad en la asociación familiar. En conjunto su significado es "pilar de su madre". Como hijo, que representa al heredero, Iunmutef puede revitalizar y regenerar al padre y abrirle el camino hacia el dominio eterno.
En la literatura más antigua, se suponen conexiones con Kamutef. Sin embargo, investigaciones más recientes limitan la similitud a la formación del nombre.

## Orígenes
Está atestiguado desde finales de la V Dinastía. Originalmente, era simplemente un epíteto de Horus, "el pilar de su madre". Los documentos griegos lo nombran Huronmefis, que corresponde a la forma Horus-Iunmutef. Su aspecto es siempre antropomorfo; lleva el mechón egipcio de la infancia en la cabeza y un taparrabos casi completamente enmascarado por una piel de leopardo sacerdotal,, también estrechamente relacionada con el sacerdocio de Iunmutef, por lo que, a veces, puede confundírsele con el sacerdote sem.
Durante el reinado de Tutmosis III se inscribió el nombre de Iunmutef en Karnak con el determinante divino en relación con una piel de leopardo o de guepardo. Simbolizaba los aspectos de la filiación y la actividad sacerdotal en las ceremonias funerarias, tanto civiles como reales y por ejemplo, se le asocia al aún joven Tutmosis III ante su actividad en el templo y su divino padre Amón-Ra.

## Iunmutef y el ritual de apertura de la boca

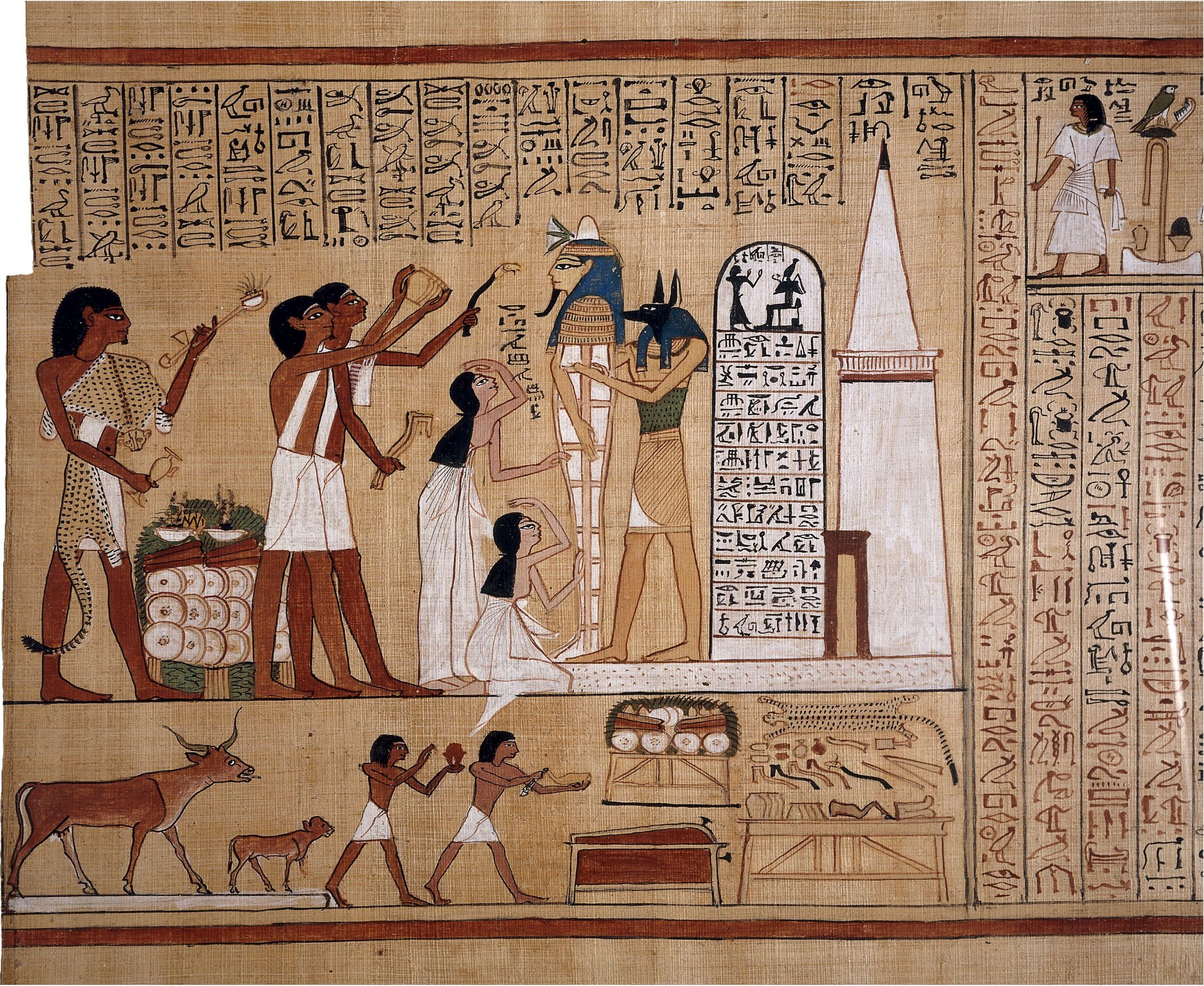
Ritual de apertura de la boca (Papiro de Hunefer, c. 1290 a. C.)

En el ritual de apertura de la boca, Iunmutef aparece bajo la apariencia del hijo divino, Horus, representando así el nivel ritual mitológico-divino. La separación del nivel mundano, que simbolizaba un sacerdote sem, puede verse con detalle en las representaciones de la tumba de Seti I.
Iunmutef es el practicante de ciertos elementos del ritual de apertura de la boca en el templo mortuorio y los ritos funerarios, como la limpieza del difunto. En la tumba, los ritos de apertura de la boca realizados por Iunmutef se centran en la reanimación y la preparación del cuerpo, así como en la introducción del difunto en la Duat. En el templo propiamente dicho, las purificaciones tienen por objeto reanimar al rey en el ritual sacrificial y caracterizan así este proceso como el culto al proceso de renovación.
en las ceremonias funerarias, tanto civiles como reales